# Comanchelus lobatus
Comanchelus lobatus är en mångfotingart som beskrevs av Loomis 1968. Comanchelus lobatus ingår i släktet Comanchelus och familjen Atopetholidae. Inga underarter finns listade i Catalogue of Life.